# Třemešná
Třemešná (deutsch Röwersdorf) ist eine Gemeinde mit 962 Einwohnern nördlich der Stadt Město Albrechtice (Olbersdorf), Okres Bruntál, in der Tschechischen Republik. Röwersdorf gehörte früher zum Bezirk Jägerndorf in Österreichisch-Schlesien.

## Ortsteile
Zur Gemeinde zählen die Ortsteile Damašek (Damasko, auch Neu-Röwersdorf), Rudíkovy (Reigelsdorf) und Artmanov (Artmannsgrund). Der Ortsteil Reigelsdorf hatte am 1. Dezember 1930 346 Einwohner, am 17. Mai 1939 waren es 354 und am 22. Mai 1947 274 Bewohner.

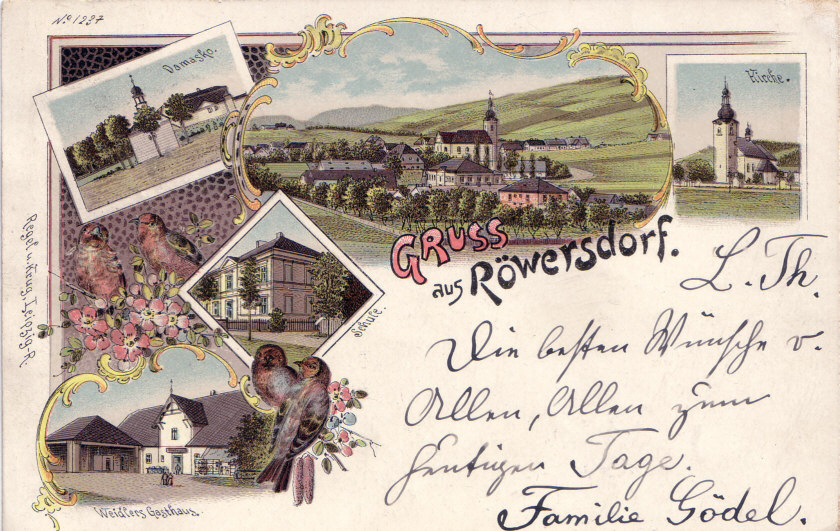
Gruss-Karte von 1897

Gruss-Karte um 1900

Gruss-Karte von 1907

## Sehenswürdigkeiten
Mitten im Ort befindet sich die Pfarrkirche St. Sebastian. Zwischen Třemešná und Osoblaha (Hotzenplotz) verkehrt seit 1898 eine Schmalspurbahn mit einer Spurweite von 760 mm. Diese ist gleichzeitig die einzige vom tschechischen Staatsbahnunternehmen České dráhy betriebene Schmalspurbahnstrecke.

## Persönlichkeiten
Tereza Chlebovská, die 2012 den Titel Tschechische Miss gewann, hatte im Ort bis zu ihrem 17. Lebensjahr gelebt.

## Einwohnerentwicklung
1880: 2359

1890: 2630

1930: 1704

1939: 1607

1947: 675